# Quanten-Spieltheorie
Quanten-Spieltheorie ist eine Erweiterung der klassischen Spieltheorie auf Szenarien, die Quanteneffekte beinhalten. Sie unterscheidet sich von der klassischen Spieltheorie hauptsächlich hinsichtlich der Möglichkeiten, eine überlagerten Anfangszuständen oder verschränkte Anfangszustände zu verwenden oder überlagerte Strategien zu verwenden. In Mehrspieler-Spielen ermöglichen Quantenkorrelationen in der traditionellen Spieltheorie nicht mögliche Formen der Kooperation. Die Quanten-Spieltheorie kann als Teil der Quanteninformatik aufgefasst werden. Die ersten Arbeiten zur Quanten-Spieltheorie wurden 1999 publiziert.
Zu Spielen, für die Quanten-Versionen untersucht wurden,  gehören das Gefangenendilemma,
das Mean King's Problem und das Ziegenproblem.
Die Quantenmechanik kann auf verschiedenen Weise Eingang in die Spielsituation finden: So können die Spielsteine oder -münzen als Quantensystem aufgefasst werden, was neue Spielzüge (zum Beispiel solche, die das Spiel in Überlagerungszustände bringen) erlaubt. Außerdem kann die Möglichkeit zur Quantenkommunikation zwischen den Teilnehmern oder die Verwendung verschränkter Zustände (mit deren Quantenkorrelationen die Mitspieler ihre Aktionen koordinieren können) neue Strategien ermöglichen. Das kann sowohl in Nullsummenspielen wie in Nicht-Nullsummenspielen zu neuen optimalen Lösungen und zu Gleichgewichtslösungen führen, die es klassisch nicht gibt. Beispielsweise lässt sich Verschränkung verwenden, um zu verhindern, dass Spieler aus Betrug Vorteile ziehen können.